# دی‌اوام (روانگردان)
۲،۵-دی‌متوکسی-۴-متیل‌آمفتامین (به انگلیسی: 2,5-Dimethoxy-4-methylamphetamine) با فرمول شیمیایی C۱۲H۱۹NO۲ یک ترکیب شیمیایی با شناسه پاب‌کم ۱۱۷۳۵۹۴۹ است. که جرم مولی آن ۲۰۹٫۲۹ g/mol می‌باشد. 